# Port lotniczy Burwash
Port lotniczy Burwash (IATA: YDB, ICAO: CYDB) – regionalny port lotniczy położony 3,5 kilometra na północny zachód od Burwash, w prowincji Jukon, w Kanadzie.

## Drogi startowe i operacje lotnicze
Operacje lotnicze wykonywane są ze żwirowo-szutrowej drogi startowej:
- RWY 10/28, 1526 × 30 m